# كريس ماثيسون
كريس ماثيسون هو سياسي بريطاني، ولد في 2 يناير 1968 في وارينغتون في المملكة المتحدة. نشط حزبياً في حزب العمال. في الانتخابات العامة في المملكة المتحدة 2019، انتخب عضو البرلمان الثامن والخمسين للمملكة المتحدة ‏ عن دائرة تشيستر، مدينة وقد انضم خلال فترته النيابية ‏ (12 ديسمبر 2019 – ) للكتلة البرلمانية حزب العمال وفي الانتخابات العامة في المملكة المتحدة 2015، انتخب عضو البرلمان السادس والخمسين للمملكة المتحدة ‏ عن دائرة تشيستر، مدينة وقد انضم خلال فترته النيابية ‏ (7 مايو 2015 – 3 مايو 2017) للكتلة البرلمانية حزب العمال وفي الانتخابات العامة في المملكة المتحدة 2017، انتخب عضو البرلمان السابع والخمسين للمملكة المتحدة ‏ عن دائرة تشيستر، مدينة وقد انضم خلال فترته النيابية ‏ (8 يونيو 2017 – 6 نوفمبر 2019) للكتلة البرلمانية حزب العمال.

## وصلات خارجية
- الموقع الرسمي